# Château de Saint-Élix-le-Château
Le château de Saint-Élix est un château de la Renaissance français située sur la commune de Saint-Élix-le-Château dans le département de la Haute-Garonne et la région Occitanie.

## Historique

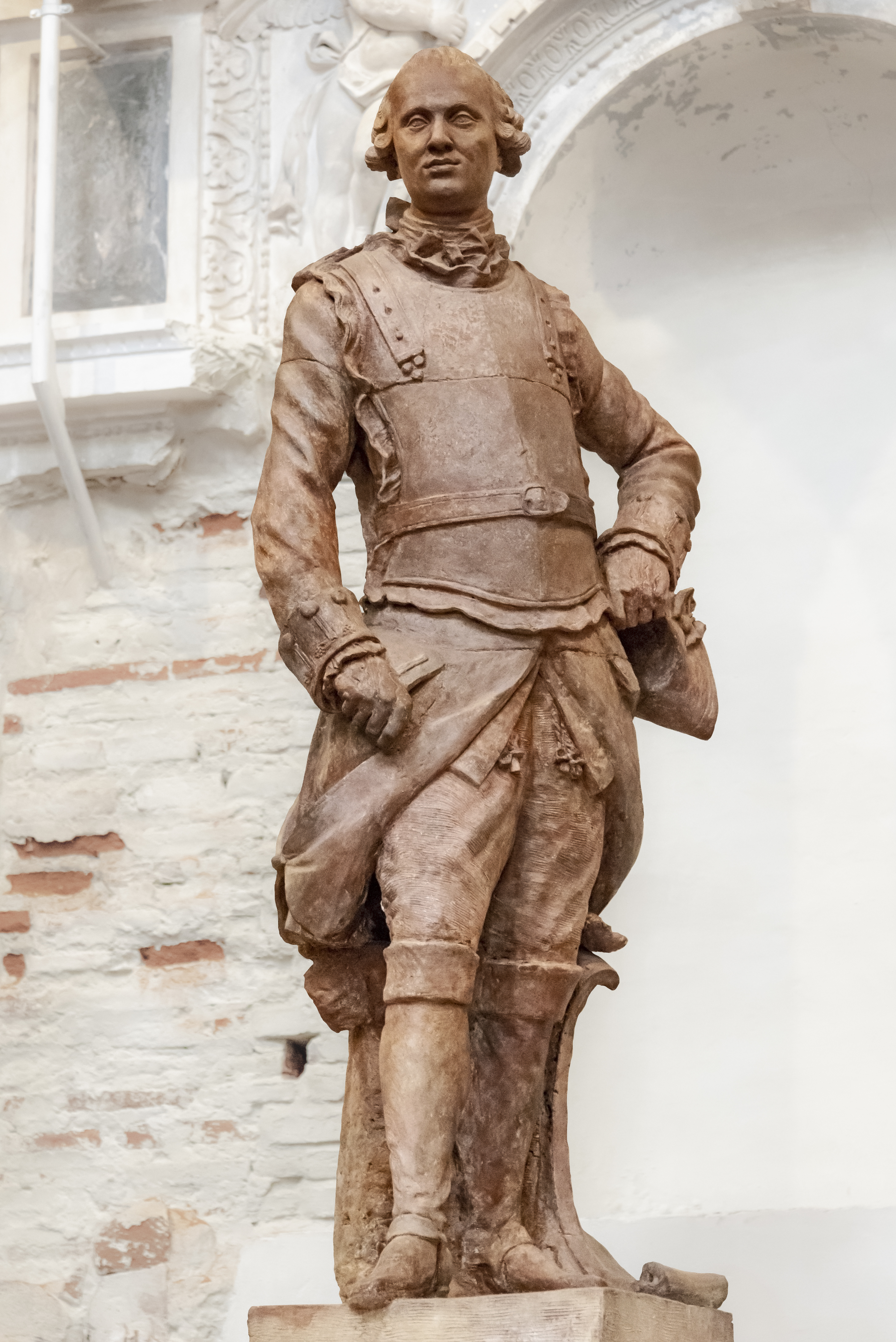
Jean-Charles Ledesmé, baron de Saint-Elix par François Lucas.

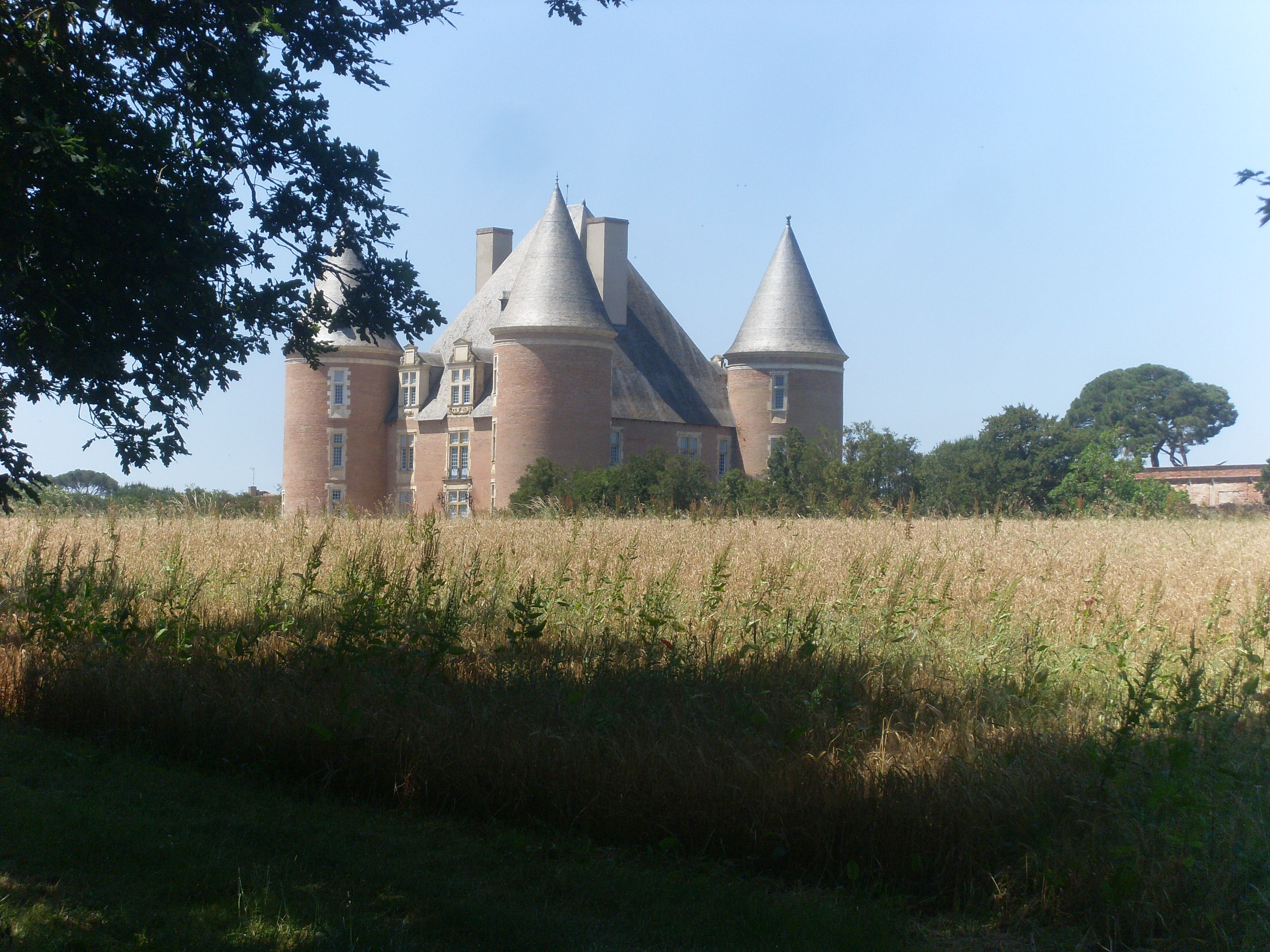

Le château de Saint-Élix a été édifié entre 1540 et 1548 à la demande de Pierre Potier de la Terrasse, secrétaire et notaire de François Ier, Capitoul, maître des requêtes et président du Parlement de Toulouse. Il reflète la réussite de son propriétaire. C'est Laurent Clary, architecte toulousain à qui l'on doit entre autres le donjon du Capitole (actuel office de tourisme de Toulouse), qui en traça les plans. Les verrières sont réalisées par Joseph Gressier d'après le contrat signé le 14 septembre 1545.
Son architecture mêle détails d'architecture moyenâgeuse et Renaissance. Pont levis et échauguettes ont disparu, mais on peut encore admirer les animaux emblématiques sur les glacis de pierre. La magnifique cheminée de l'École de Fontainebleau recèle un blason qui présente les armoiries des familles de Saint-Lary et Berthier.
Au cours des siècles, le château a appartenu à de nombreuses familles mais l'Histoire a retenu principalement celle du marquis de Montespan, l'époux de Françoise de Rochechouard-Mortemart, maîtresse de Louis XIV. Le marquis fera édifier l'Orangerie et les écuries. Le duc d'Antin, fils de Montespan, vend le domaine à l'archevêque Jacob qui supervisera au château l'écriture de L'Histoire du Languedoc par deux moines bénédictins.
Jusqu'à la Révolution française, trois générations de barons Ledesme, vont se succéder et faire de leur propriété une demeure de grand raffinement. On trouvera des robinets en or, des marbres, des vitraux somptueux. Le dernier baron de la lignée, Jean Charles Ledesme, époux de Françoise de Laroche Courbon, sollicitera son ami le sculpteur François Lucas, auteur du bas-relief des Ponts-Jumeaux de Toulouse. On lui doit la statue du Commandeur, la Coquille de marbre de la salle à manger et de nombreux autres ouvrages.
Le château deviendra ensuite la propriété de la famille Carrère (Carrère de Saint Élix, puis Carrère de Maynard de Ségoufielle), neveux héritiers d'Adélaïde du Mesnil (2e femme du baron), riches négociants déjà installés dans le village. Les « Dames Carrère », cultivées, impliquées dans cette société post-révolutionnaire, laisseront des écrits, entretiendront une bibliothèque et le Salon des sciences.
Puis les familles de Suares d'Alméda, la princesse polonaise de Lubomiriski, occuperont le château qui deviendra la propriété de madame Paul Fournes au début du XXe siècle. La demeure sera réquisitionnée durant la Seconde Guerre mondiale par l'École de l'Armée Française et partiellement incendié en 1945 sans connaître de restaurations dans l'immédiat après guerre et sera même l'objet de pillages. C'est son propriétaire Claude Cambou qui a fait restaurer la bâtisse au début des années 1980,. Le château a ensuite en vain mis en vente en 2014 pour 15 millions d'euros, puis vendu 2018 pour 1,7 million d'euros, puis il se retrouve propriété de l'État en 2019. L'État le met en vente aux enchères en 2022, avec une mise à prix initiale de 750 000 €. Le château ne trouve pas preneur. Désormais, les services de l’État cherchent à s’en séparer. Une étude notariale est chargée de cette vente.

## Architecture
Le château de Saint-Élix témoigne de la grandeur des constructions de la Renaissance en Haute-Garonne, bien que ses fossés aient été comblés, et ses tours, créneaux et toitures aient été abattus à la Révolution.
Le logis aux façades de briques apparentes est un pavillon carré à rez-de-chaussée sur sous-sol et un étage. Il a existé un second étage sous combles qui a été détruit par un incendie en 1945. Le logis est cantonné de tours rondes à deux étages sur rez-de-chaussée. Les toitures des tours de la façade nord, abattues à la Révolution, ont été restaurées en 1847.
Les sculptures et les fenêtres à meneaux signent la richesse des décors. Le château a été inscrit monument historique le 31 janvier 1927.
Le jardin d'agrément du château de Saint-Élix est un jardin régulier inscrit au pré-inventaire des jardins remarquables. Le parc, le jardin régulier, l'orangerie, les murs de clôture, les écuries, le bassin et le pigeonnier ont été inscrits monuments historiques le 3 février 1994.

## Manifestations

### Rencontres botaniques
Les abords du château accueillent depuis 1989, le quatrième week-end d'octobre, une exposition-vente de végétaux rares, reconnue comme l'une des plus belles expositions botaniques de France,. D'abord organisée sur le domaine du château, l'exposition organisée par l'association Kero'Zen sous la houlette de Brigitte Bazin s'est ensuite déroulée dans l'enceinte du pigeonnier. La dernière édition de cette manifestation botanique a eu lieu en 2017. Un appel au bénévolat est en cours  dans le but de relancer  cette belle expo qui accueille également chaque année, ateliers, conférenciers, auteurs et lanceurs d'alertes vertes.

### Expositions thématiques
La famille Penent Bazin, descendante de la famille Carrère détient un fonds photographique, ainsi que des documents, statues de François Lucas et  pièces diverses provenant du château et ayant appartenu à la famille Carrère. Cette collection privée, sous condition, peut être mise à disposition de quiconque souhaite organiser une exposition culturelle. Un travail de muséographie est en cours.